# FarmVille
FarmVille fue un videojuego de tiempo real, desarrollado y publicado por Zynga. El juego permitía manejar una granja virtual: plantar, criar y cosechar cultivos, árboles y animales domésticos y de fantasía. El juego estaba disponible como una aplicación a través del sitio web de la red social Facebook. Anteriormente a eso estaba disponible como una aplicación móvil para iPhone, iPod Touch y iPad, y también en MSN Games de Microsoft, durante un breve período en 2010. FarmVille 2, la secuela de este juego, se lanzó en septiembre de 2012.
Desde su lanzamiento en junio de 2009, Farmville se convirtió en el juego más popular de Facebook, y mantuvo esa posición hasta 2 años, cuando fue superado por CityVille. En su apogeo, en marzo de 2010, el juego tenía 83,76 millones de usuarios activos mensuales. Los usuarios activos diarios alcanzaron un máximo de 34,5 millones. Después de 2011, el juego comenzó a experimentar un descenso considerable en popularidad. En mayo de 2012, el juego se clasificó como el séptimo juego más popular de Facebook. Al 30 de abril de 2016, su clasificación había caído al centésimo décimo (110°) juego de Facebook más popular según lo medido por los usuarios activos diarios, mientras que FarmVille 2 había subido al cuadragésimo segundo (42°).
El 27 de septiembre de 2020, Zynga anunció que suspendería FarmVille en Facebook el 31 de diciembre de 2020, ya que Facebook dejaría de admitir juegos que se ejecutan en Flash Player, requerido por Farmville, ese día. La compañía dijo que el desarrollo continuaría para los dispositivos móviles, con Farmville 3 para seguir al Farmville 2 existente.

## Jugabilidad
Una vez que los jugadores comienzan una granja, primero crean un avatar personalizable, que se puede cambiar en cualquier momento.

### Los vecinos (Neighbors)
Los agricultores pueden añadir vecinos en Farmville, que son amigos cuya plantación el jugador puede visitar, así como para enviarles regalos. Un jugador puede enviar a cada vecino un regalo cada día. Algunos regalos están disponibles también en el mercado, pero la mayoría sólo puede recibirse como un regalo. Si un jugador visita la granja de un vecino, a veces se le puede pedir ayuda. Si el agricultor acepta, van a ganar una pequeña cantidad de monedas y experiencia. Además de esto, si la granja tiene cultivos suficientes, el jugador puede elegir fertilizar hasta cinco de los cultivos de sus vecinos.

### Agricultura
El objetivo principal de Farmville es crear una granja grande, próspera. Un jugador puede lograr esto mediante la siembra de los cultivos, la siembra de árboles, la compra de animales y adornos edificio o edificios. Cuando un jugador de un cultivo de plantas, crecerá durante un período de tiempo. Después de este período, el cultivo se puede cosechar, ganando las monedas de los agricultores. Si un agricultor no levanta la cosecha en el tiempo, se marchitará . Cada cultivo se marchitará en un tiempo diferente (el mismo tiempo de cosecha del cultivo). El artículo se marchita tiene información sobre esto. Cuando un agricultor obtiene más éxito, se puede producir más cultivos, comprar una granja más grande y comprar más artículos.
Si el cultivo se marchita, un vecino puede salvarlo al momento de visitar la granja.

### Moneda
Hay dos tipos de moneda en Farmville: Farm Coins y Farm Cash. Las monedas son la moneda principal en Farmville. Se utilizan para la compra de semillas, árboles y animales, así como algunas decoraciones, edificios y otros extras. Las monedas pueden ser obtenidos por cosecha de los cultivos o los árboles y la recogida de animales. Los agricultores también pueden ganar monedas mediante la obtención de cintas. Las monedas también se pueden comprar con dinero real. Farm Cash se utiliza para comprar especiales y / o artículos exclusivos. Un usuario obtendrá una Farm Cash cuando se alcanza un nuevo nivel. Sin embargo, el método más común de ganar Farm Cash es comprarlo de Zynga con dinero de la vida real.

### Cintas (Ribbons)
Farmville ofrece a los jugadores la oportunidad de ganar premios, o cintas. Para ganar una cinta, un agricultor tiene que completar una determinada tarea. Las tareas pueden ir desde la recogida de animales únicos, a la cosecha una cantidad de cultivos, por ayudar a un número de amigos. Hay cuatro colores de cinta para cada recompensa amarillo, blanco, rojo y azul. Cada cinta es más difícil de ganar que el anterior, con las crecientes necesidades en cada cinta

### Niveles (Levels)
Como jugador progresa a través de Farmville, van a ganar experiencia, que a su vez que se ganen los niveles. La experiencia se puede ganar mediante la siembra de los cultivos o árboles, la construcción de edificios, compra de artículos del mercado, ayudando a los vecinos en las fincas y casas por dar vagabundos o animales perdidos. Una vez que un jugador gana experiencia suficiente, se llega al siguiente nivel. En niveles más altos, los agricultores podrán comprar artículos nuevos en el mercado y enviar nuevos regalos. En algunos niveles se dan premios adicionales, tales como el dominio de cultivos en el nivel 10.

## Secuelas
El 26 de junio de 2012, FarmVille 2 fue revelado, y fue subsecuentemente lanzado en septiembre de 2012. 
FarmVille 2: Country Escape para dispositivos móviles (iOS, Android, Windows Phone y Windows) fue lanzado el 10 de abril de 2014, y recibió una crítica positiva del The New York Times. A diferencia de otros juegos anteriores de la serie, FarmVille 2: Country Escape puede jugarse fuera de línea.